# あいちビジネス専門学校
あいちビジネス専門学校（あいちビジネスせんもんがっこう）は、愛知県名古屋市中区伊勢山二丁目にある私立専修学校。略称は、あビ専。

## 概要
学校法人電波学園が設置する。1979年（昭和54年）に開校。現在は、主に医療秘書・医療事務、医薬品・販売、IT、事務などの技術習得を目的とする。また、中学卒業が入学資格の高等課程も設置している。

## 設置学科

### 専門課程

#### 医療秘書・診療情報カレッジ
- 医療秘書科
- 医療IT科
- 医療事務科
- 診療情報管理士科

#### 医薬・販売・IT・観光カレッジ
- 医薬ビジネス科：登録販売者コース
- 医薬ビジネス科：薬局事務コース
- 販売ビジネス科
- ITビジネス科：情報ビジネスコース
- ITビジネス科：オフィスビジネスコース
- 観光・レジャービジネス科：トラベルレジャーコース
- 観光・レジャービジネス科：ホスピタリティビジネスコース
- 観光・レジャービジネス科：日本観光ガイドコース ＜外国人留学生対象＞

### 高等課程

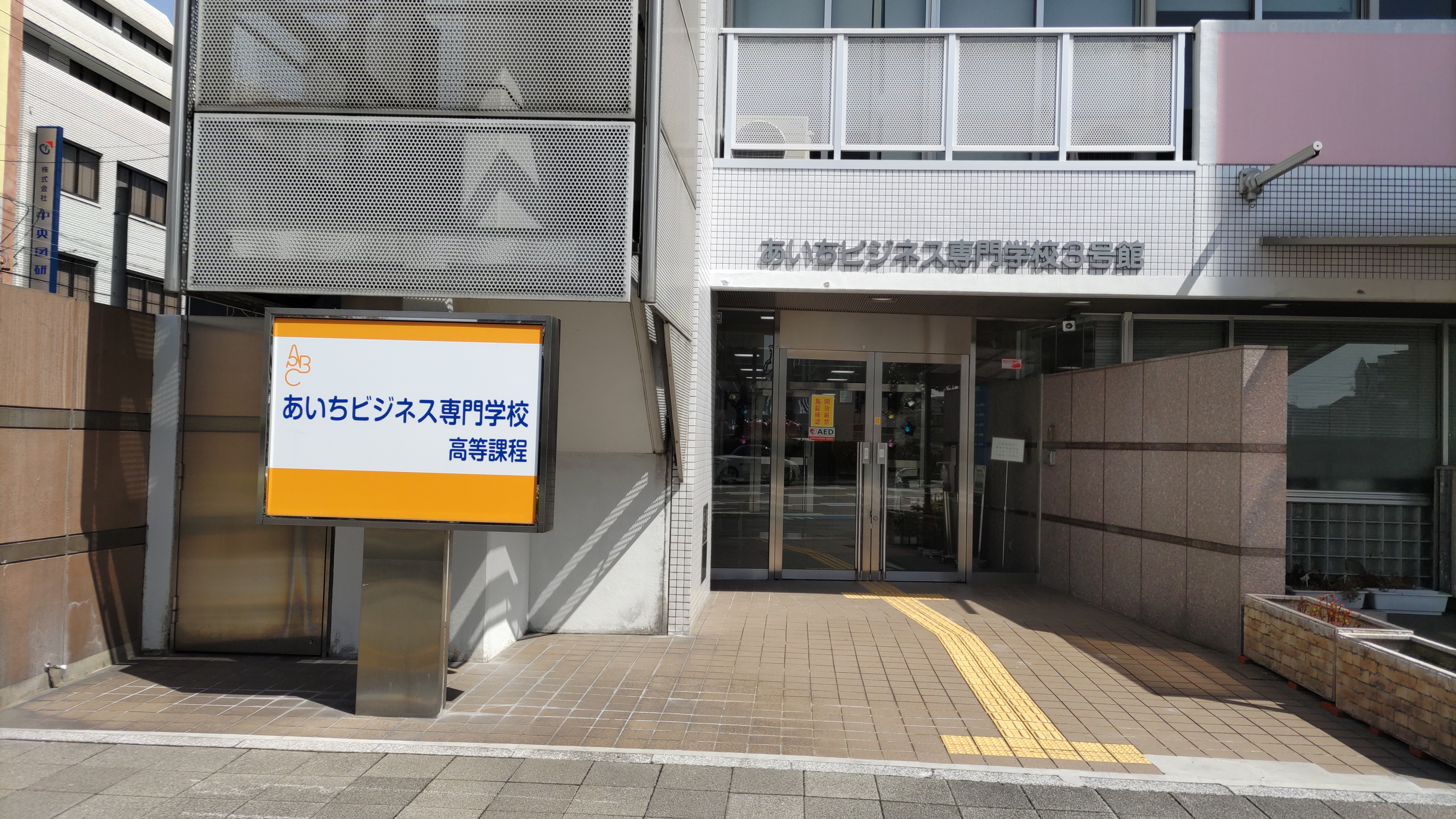
あいちビジネス専門学校高等課程

- 総合ビジネス科：工芸ものづくりコース
- 総合ビジネス科：医療福祉くすりコース
- 総合ビジネス科：情報タブレットコース

## 概観

### 建学の精神
社会から喜ばれる知識と技術をもち、歓迎される人柄を兼ね備えた人材を育成し、英知と勤勉な国民性を高め科学技術、文化の発展に貢献する。

### 沿革
- 1952年（昭和27年） - 前身となる名古屋高等無線電信学校が開校。
- 1959年（昭和34年） - 学校法人電波学園を設立。
- 1979年（昭和54年） - 名古屋市熱田区に名古屋ビジネス専門学校を開校。
- 2004年（平成16年） - 名古屋ビジネス専門学校をあいちビジネス専門学校に改称。
- 2005年（平成17年） - あいちビジネス専門学校を名古屋市熱田区から名古屋市中区へ移転。
- 2014年（平成26年） - 文部科学大臣により、「医療秘書科」「医療情報管理科」「販売ビジネス科」「ITビジネス科」が職業実践専門課程として認定。

## 施設・設備
- 医療秘書・医療事務実習室
- 医療事務コンピュータ実習室
- パソコン実習室
- 医薬品販売実習室
- 販売サービス実習室
- 学生ラウンジ

## 主な資格取得
- 日本医師会「医療秘書」
- 医療秘書技能検定
- 診療報酬請求事務能力認定試験
- 医療保険請求事務実技試験
- 医事コンピュータ技能検定
- 電子カルテ実技検定
- 福祉事務管理技能検定
- 基本情報技術者試験
- ITパスポート試験
- Microsoft Office Specialist
- インターネット検定「.com Master」
- ベリサイン認定アソシエイト試験
- 登録販売者
- 販売士検定
- ヘルスケアアドバイザー認定試験
- ビューティケアアドバイザー認定試験
- メンタルヘルス・マネジメント検定
- 貿易実務検定
- サービス介助士
- 秘書技能検定
- ビジネス文書検定
- ビジネス実務マナー検定
- サービス待遇検定
- 福祉住環境コーディネーター検定
- ファイナンシャル・プランニング技能検定
- ファッション販売能力検定
- カラーコーディネーター検定
- POP広告クリエイター
- 手話技能検定
- 簿記検定
- 漢字能力検定

## 行事
- 入学式（4月）
- ディズニーツアー （5月）
- 職場実習（8月）
- SUMMERツアー（9月）
- スポーツフェスティバル（体育祭）（9月）
- オータムフェスティバル（学校祭）（10月）
- ヨーロッパ研修（12月）
- ボウリング大会（12月）
- チャティータイム（12月）
- スキー・スノボツアー（1月）
- 卒業式・祝賀会（3月）

## 基本データ

### 交通アクセス
- 名古屋市営地下鉄・名鉄・JR東海「金山総合駅」より北口から徒歩で約5分。

## 電波学園　姉妹校
学校法人電波学園は、以下の学校を運営している。
- 愛知工科大学
- 愛知工科大学自動車短期大学
- 名古屋工学院専門学校
- 東海工業専門学校金山校
- あいち造形デザイン専門学校
- あいち福祉医療専門学校
- 名古屋外語・ホテル・ブライダル専門学校（2012年（平成24年）4月より「名古屋外語専門学校」から校名変更）
- あいち情報専門学校
- ぎふ国際高等学校
- 愛知工科大学外国語学校

## 公式サイト
- あいちビジネス専門学校
- あいちビジネス専門学校 高等課程